# Чіппендейлс
«Чіппендейлс» (Chippendales) — гастролююча танцювальна трупа, найбільш відома своїми виступами в чоловічому стриптизі та характерним костюмом для верхньої частини тіла її танцюристів із краваткою-метеликом, коміром і манжетами сорочки, які одягаються на голий торс.
Заснована в 1979 році, «Чіппендейлс» була першою повністю чоловічою трупою стриптизу, яка створила бізнес для переважно жіночої аудиторії. Компанія створює бурлеск-шоу в бродвейському стилі по всьому світу та ліцензує свою інтелектуальну власність на окремі споживчі товари, починаючи від одягу та аксесуарів і закінчуючи гральними автоматами. «The Chippendales» виступають у готелі та казино «Rio All Suite» у Лас-Вегасі.